# Digraf
Inom grafteori används ibland termen digraf för att beteckna en riktad graf.
| Digraf |
| --- |
| ll i katalanska (uttal: /lj/) är en digraf. - Betydelse – två bokstäver som uttalas som ett ljud - Exempel – lj i ljung, sj i själ - Relaterat begrepp – ligatur (sammanskrivning av bokstäver), trigraf (tre bokstäver som motsvarar ett ljud) |

En digraf är två eller fler bokstäver (grafem) som tillsammans betecknar ett språkljud (fonem), till exempel hj i Hjalmar och lj i ljus.
Digraf ska skiljas från den snarlika termen ligatur. Detta senare är en sammanskrivning av två (oftast två) tecken till ett nytt tecken (bokstav). Exempel är æ (från a och e) och œ (från o och e) samt  typografiska sammanskrivningar med bland annat f (exempel: ﬁ och ﬂ). Även en del vanliga svenska bokstäver har ursprung som ligaturer (w ur v och v; även å ur a och o)

## Digrafer (i standardsvenska)
Ett antal ljud (fonem) skrivs i standardsvenska språket i form av digrafer. Nedan listas några av dessa:
- j-ljud: hj, lj, dj
- sje-ljud: ch, sh, si, sj
- tje-ljud: kj, tj
- ä-ljud: ae (ofta i namn)
- ö-ljud: oe (ofta i namn)
- /u/: ou (lånord från franska), oo (lånord från engelska)

En variant av digraf är dubbelskrivna konsonanter, som i standardsvenskan inte betecknar ett annat och längre konsonantfonem och ofta syns efter kort vokal.

### Trigraf
Ett relaterat begrepp är trigraf, som är tre bokstäver som bildar ett ljud. Här är några exempel ur standardsvenska:
- sje-ljud: sch, skj, ssi, stj

Betecknen trigraf finns i svensk skrift sedan 1867, medan digraf först användes i svensk skrift 1828.